# Antoine Bohier Du Prat
Antoine Bohier Du Prat (Issoire, c. 1460 - Blois, 27 de novembro de 1519) foi um arcebispo e cardeal católico romano francês.

## Biografia
Antoine Bohier Du Prat nasceu em Issoire, por volta de 1460, filho de Austremoine Bohier, barão de Saint-Ciergues, e Anne Du Prat. Ele era primo do cardeal Antoine Duprat.
Entrou na Ordem de São Bento na Abadia de Fécamp. Lá, foi ordenado sacerdote. Tornou-se presidente do Parlamento de Rouen.
Ele resistiu a ser elevado ao episcopado até que a rainha-mãe da França, Luísa de Saboia, o suplicou pessoalmente. Depois de concordar, em 13 de novembro de 1514, foi eleito arcebispo de Bourges. Em 22 de novembro de 1514, ele recebeu permissão para usar o hábito religioso de um arcebispo secular em vez do hábito da Ordem Beneditina. Ele foi arcebispo de Bourges até sua morte.
O Papa Leão X o fez cardeal-sacerdote no consistório de 1 de abril de 1517. Em 27 de abril de 1517, ele recebeu permissão para usar o hábito cardinalício em vez do hábito de sua ordem. Ele recebeu o chapéu vermelho e a igreja titular de Santa Anastácia em 25 de maio de 1517.
Ele morreu na corte de Francisco I da França em Blois,  em 27 de novembro de 1519. Ele foi enterrado na Catedral de Bourges.